# Нолинг
Нолинг или ноловање (енгл. knolling) процес је размештања повезаних објеката тако да се као метод организације користи паралелни распоред или распоред под углом од 90 степени.

## Порекло термина
Термин је први пут употребио Ендру Кромелов 1987. године, домар у фабрици за производњу намештаја Франка Герија. У то време, Гери је дизајнирао столице за Нол, компанију познату по изради угаоних гарнитура Флоренса Нола. Ендру би поравнавао сваку алатку која је била неправилно постављена стављајући је под прави угао у односу на окружење, а ту рутину назвао је нолинг (енгл. knolling); алатке су тако биле постављане увек под правим углом — слично као и Нолов намештај. Резултат је била организована радна површина која је радницима омогућавала да све објекте виде прегледно и одједном.
Амерички скулптор Том Закс потрошио је две године у Геријевој фабрици радећи као произвођач, а за термин је чуо од Кримелова. Данас, нолинг је саставни део његовог процеса. Закс је усвојио израз Always be Knolling (срп. досл. „увек буди(те) нолинг”), скраћено ABK, као мантру за свој студио (са директном алузијом на Блејково фамозно Always be Closing у филму Гленгари Глен Рос), што је он у свом приручнику за студио из 2009. године под именом 10&nbsp;Bullets проширио на:
Слободан превод би био:

ТАЧКА : 
1. Прегледајте своје окружење тражећи материјале, алате, књиге, музику итд. који нису у употреби.
2. Одложите све што није у употреби. Ако нисте сигурни, оставите.
3. Групишите све ’сличне’ објекте.
4. Поравнајте или поређајте у квадрате све објекте или у односу на површину на којој леже, или у односу на сам студио.

Нолинг је присутан у Заксовом опусу у радовима као што су Hardcore, канцеларија испуњена објектима који су уредно поређани под правим углом. Он је такође дуго времена имао опсесију са Ноловим намештајем, што се најбоље може видети у радовима као што су Knoll Loveseat and End Table (тренутно у Музеју модерне уметности у Сан Франциску) или Barcelona Pavilion; оба рада су реплике Ноловог намештаја у пуној величини и са истим именом.